# Charles Herzfeld
Charles M. Herzfeld (Viena, 29 de junho de 1925 – 23 de fevereiro de 2017) foi um cientista da computação estadunidense.
Foi diretor da Defense Advanced Research Projects Agency (DARPA), onde, dentre outras ações, tomou a decisão de autorizar a criação da ARPANET, predecessora da Internet.
Em 2012 Herzfeld foi induzido no Internet Hall of Fame da Internet Society.